# Squadrone eliportato carabinieri cacciatori "Sicilia"
Lo Squadrone Carabinieri Eliportato "Cacciatori Sicilia" è un Unità speciale dell'Arma dei Carabinieri e uno degli squadroni eliportati carabinieri cacciatori, di stanza presso l'aeroporto Cosimo Di Palma di Sigonella, in Sicilia, creata per la ricerca dei grandi latitanti di Cosa Nostra e per la prevenzione e repressione dei reati in aree rurali.

## Storia

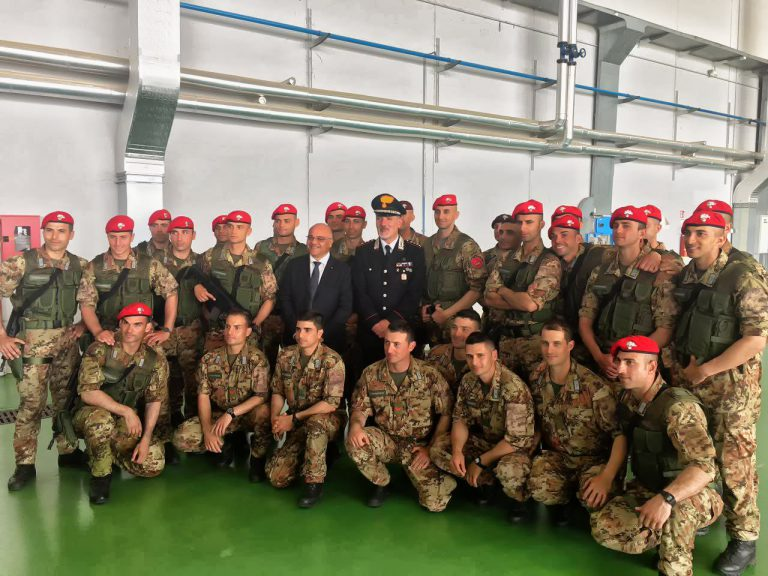
Cerimonia di istituzione dello Squadrone Carabinieri Eliportato “Cacciatori Sicilia” nel 2017 alla Base aerea di Sigonella.

Nella storia militare d'Italia, i reparti di Cacciatori erano specificamente dedicati ad azioni di ricognizione e disturbo e la denominazione non è casuale, derivando dal particolare modus operandi utilizzato dal reparto per catturare le proprie "prede": infiltrazione occulta nel territorio (ricognizione speciale e controllo del territorio); appostamento (acquisizione obiettivi e pianificazione operazioni); attacco rapido ed inatteso (azione diretta o assalto).
Lo Squadrone Carabinieri Eliportato "Cacciatori Sicilia" è stato istituito il 13 maggio 2017, su autorizzazione del ministero della difesa, dal Comando generale dell'Arma dei Carabinieri, anche a sostegno dell'organizzazione territoriale come dispositivo di controllo delle zone impervie e montane dell'isola.

## Compiti e funzioni
I "Cacciatori" dei Carabinieri sono rivolti principalmente alla lotta al crimine organizzato. L'elevato profilo professionale del reparto, scaturisce da un'accurata specializzazione del personale, anche ai fini di una diversificazione operativa ed è in sintonia con uno standard d'intervento tipicamente militare, che prevede l'attuazione di tecniche di controguerriglia proprie dei reparti speciali.

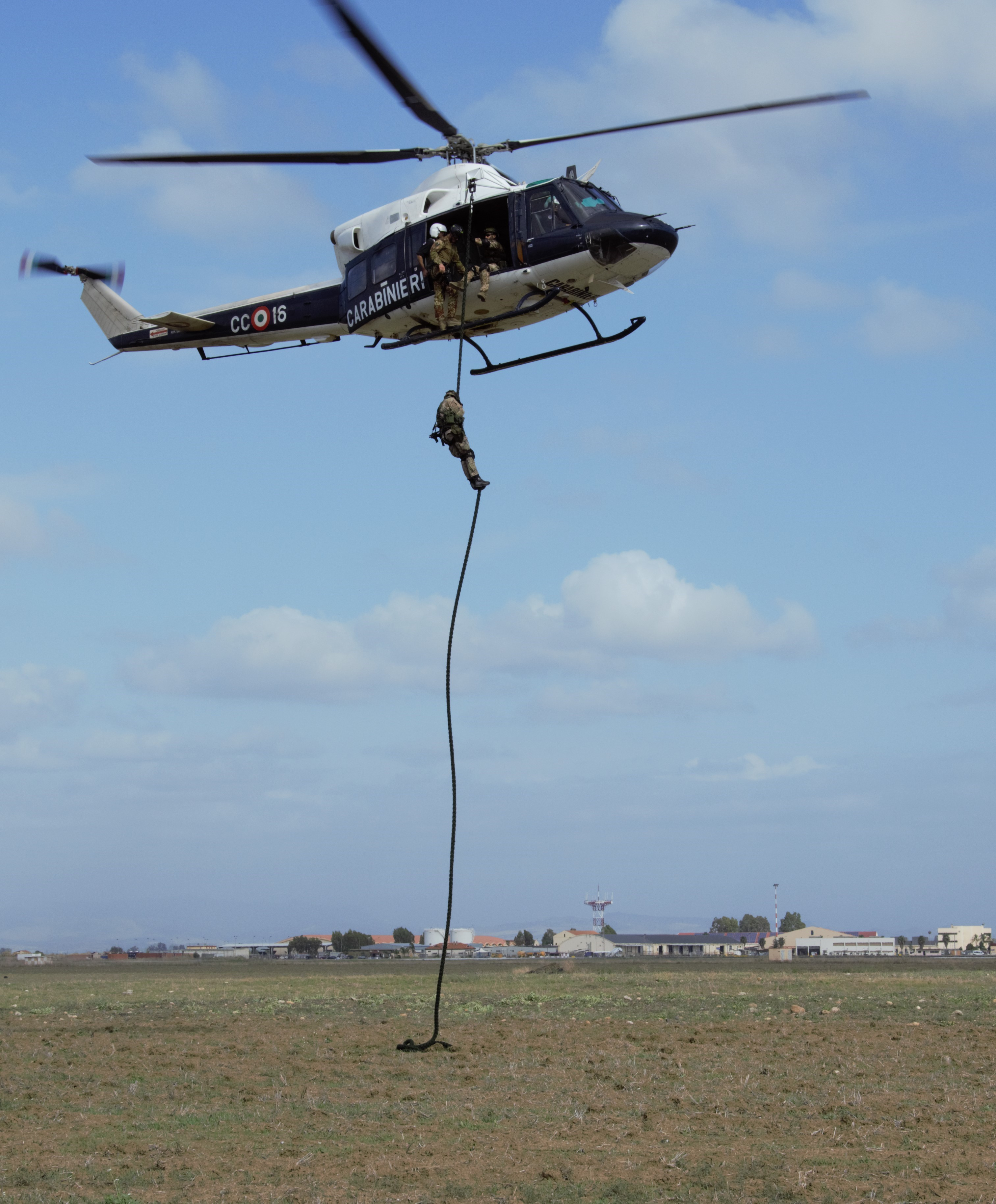
Squadrone Carabinieri Cacciatori Sicilia durante discesa tramite Fast-Rope presso la base di Sigonella.

L'unità operativa minima dello squadrone è costituita dalla squadra, responsabile di una propria zona d'operazione, nella maggior parte dei casi corrispondente al territorio controllato da una famiglia criminale dominante. Ogni squadra può venire impiegata in due modalità principali: missioni autonome o S.A.T. (Supporto all'arma territoriale).

## Composizione
Ha sede presso l'aeroporto militare Cosimo Di Palma di Sigonella e dipende dal comando Legione Carabinieri "Sicilia", di stanza alle Caserme Dalla Chiesa-Calatafimi di Palermo.
Primo comandante dello squadrone dal maggio 2017 è stato il tenente colonnello Matteo Corciulo.
Dal 2022 è comandante il Ten. Col. Marcello Mari.
Opera alle dirette dipendenze del vicecomandante della Legione carabinieri Sicilia e si articola su 2 plotoni “cacciatori”, ciascuno con 5 squadriglie.
Ha come supporto un Nucleo elicotteri carabinieri, il 12°, di stanza a Catania Fontanarossa.

## Formazione
Per essere ammesso, occorre che il militare dell'Arma abbia svolto almeno due anni di servizio nella territoriale. Gli ammessi alla selezione annuale, seguono un corso di otto settimane al Reparto addestrativo del 1º Reggimento carabinieri paracadutisti "Tuscania", onde seguire un corso della durata di quattro settimane, che li abiliti alle tecniche operative in piccoli nuclei all'interno di zone impervie ed in totale autonomia operativa e logistica. 
La fase successiva, sempre di quattro settimane, si svolge invece in Calabria presso lo Squadrone eliportato carabinieri cacciatori "Calabria".

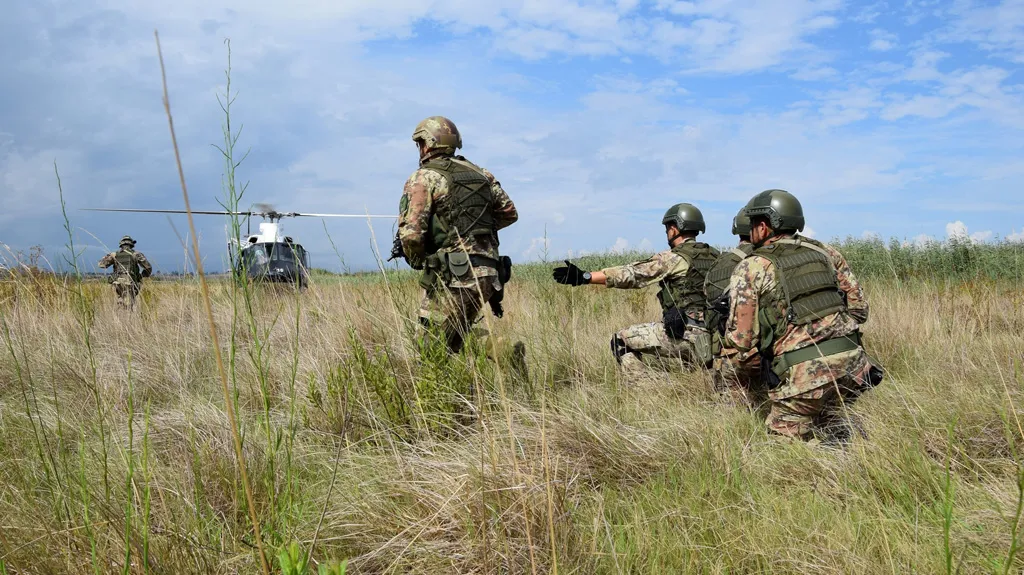
Squadrone Eliportato Cacciatori Sicilia durante fase di elisbarco

## Equipaggiamento
I Cacciatori operano molto spesso in contesti ambientali estremamente duri e caratterizzati tanto da terreni accidentati quanto da condizioni atmosferiche decisamente ostili, ogni operatore è quindi munito di vestiario ed equipaggiamento individuale che ne assicuri sopravvivenza ed efficienza in tutte le condizioni meteo, si va da combinazioni in Gore Tex ad attrezzature da arrampicata.

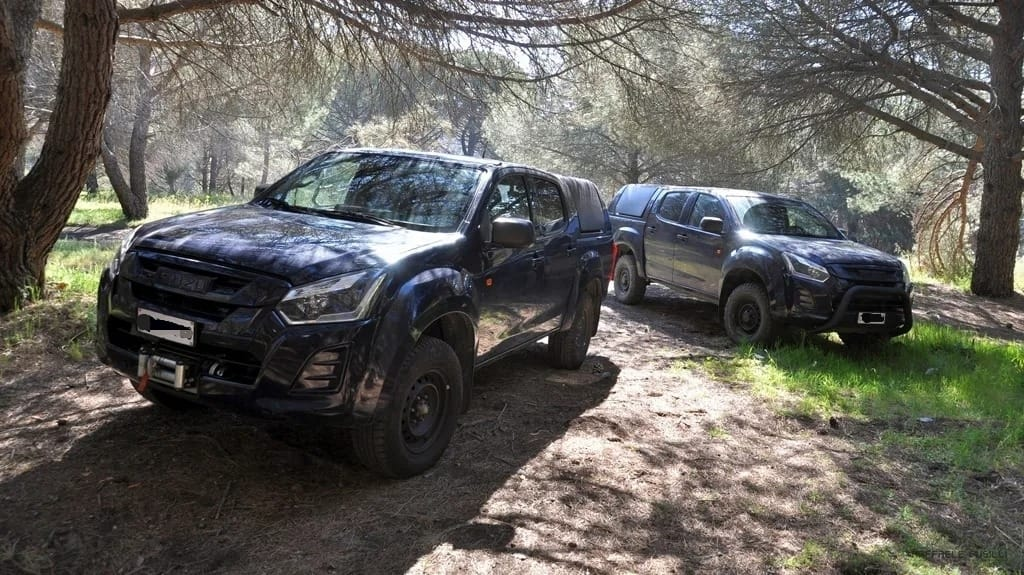
Isuzu D-Max in dotazione allo Squadrone

Nel corso delle missioni POA, si impiegano apparati per osservazione diurna muniti di zoom estremamente potenti che possono essere applicati a dispositivi di ripresa foto e video sia ottici che digitali ma vengono anche adoperate apparecchiature di rilevazione termica.
Per la sorveglianza a distanza di aree sensibili, lo Squadrone ha a propria disposizione anche radar e sismografi campali nonché un’ampia gamma di strumenti per autorilevamento e designazione topografica di punti a distanza che comprende ricevitori satellitari, strumenti barometrici, magnetici, ottici e telemetri laser.

## Armi in dotazione
Per quanto attiene l’armamento, il Reparto dispone di materiale tipico di unità da ricognizione a medio-lungo raggio ed interventi in spazi ristretti:
- Pistola Beretta 92FS in cal. 9;
- Pistole mitragliatrici Beretta M12S Beretta PMX -Heckler & Koch MP5 SD3 tutte in cal. 9;
- Fucile semi automatico Franchi SPAS-15 MIL cal. 12;
- Fucile d’assalto Beretta ARX 160-A3 in cal. 5,56 NATO, le cui dimensioni ridotte lo rendono adatto all’utilizzo su aeromobili.

A ciascuna delle armi di cui sopra possono essere applicati (mediante classiche slitte Picatinny) sistemi di puntamento laser, mirini star light ed olografici per combattimento ravvicinato (come l'EOTech 511 mirino Red hot Aimpoint AB) nonché sistemi di puntamento a luce bianca.
I tiratori scelti hanno in dotazione fucili di precisione quali:
- Accuracy International AW Sniper in cal.308 Winchester silenziato;
- Mauser mod 66SP in cal 308 Winchester.

Per le irruzioni, gli operatori fanno uso di granate flashbang, metal detector e vari sistemi di protezione passiva quali giubbotti, elmetti e scudi balistici; probabile l’uso di cariche a cornice da sfondamento e telecamere a fibra ottica per osservazione ambienti interni.

## Mezzi
Lo squadrone si avvale di vari veicoli e fuoristrada come: Isuzu D-Max, Jeep Renegade, Fiat Ducato, Iveco VM 90.

## Gallery

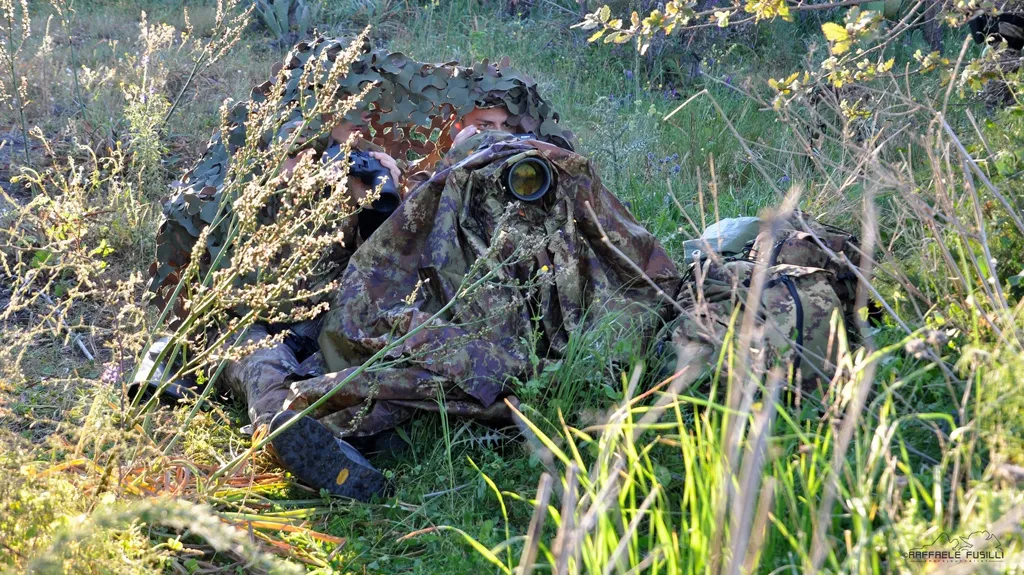
Operatori dello Squadrone durante un POA (Posti Osservazione e Allarme)
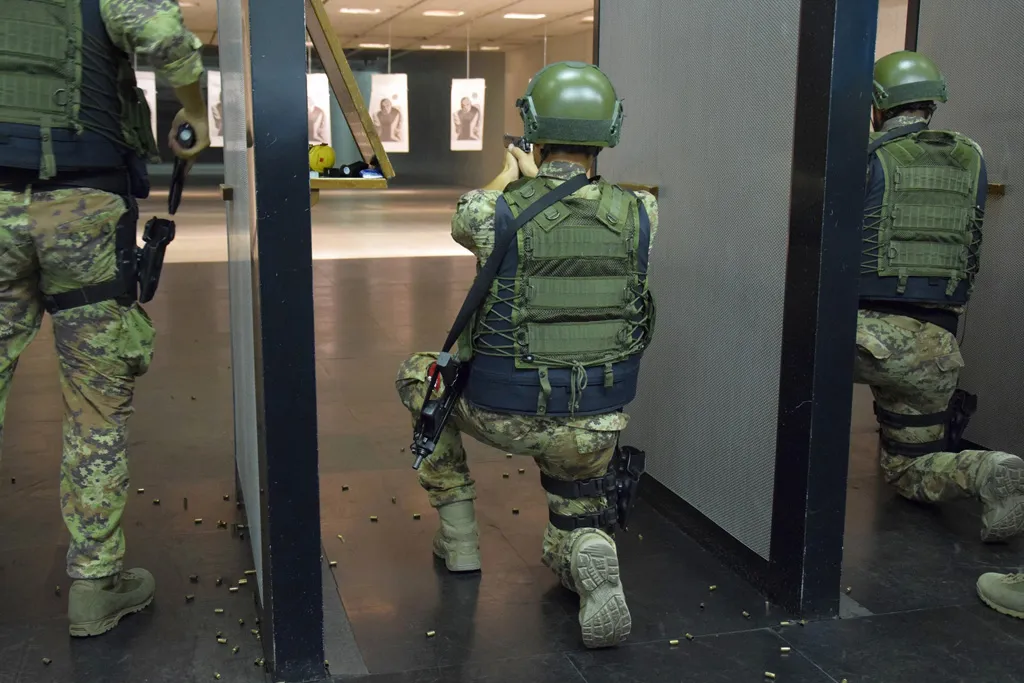
Squadrone Eliportato Cacciatori Sicilia in addestramento al Poligono di Tiro
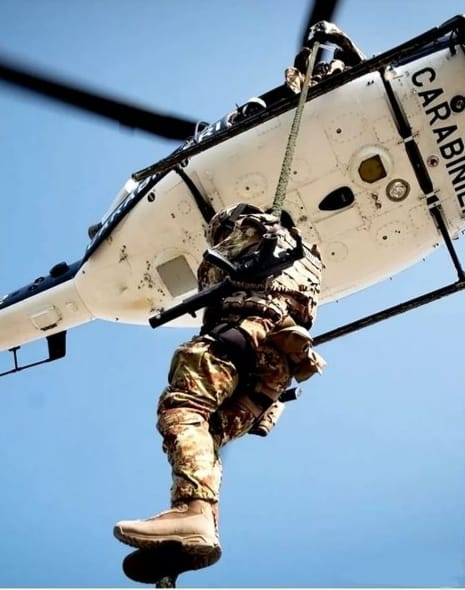
Operatore durante discesa in Fast rope
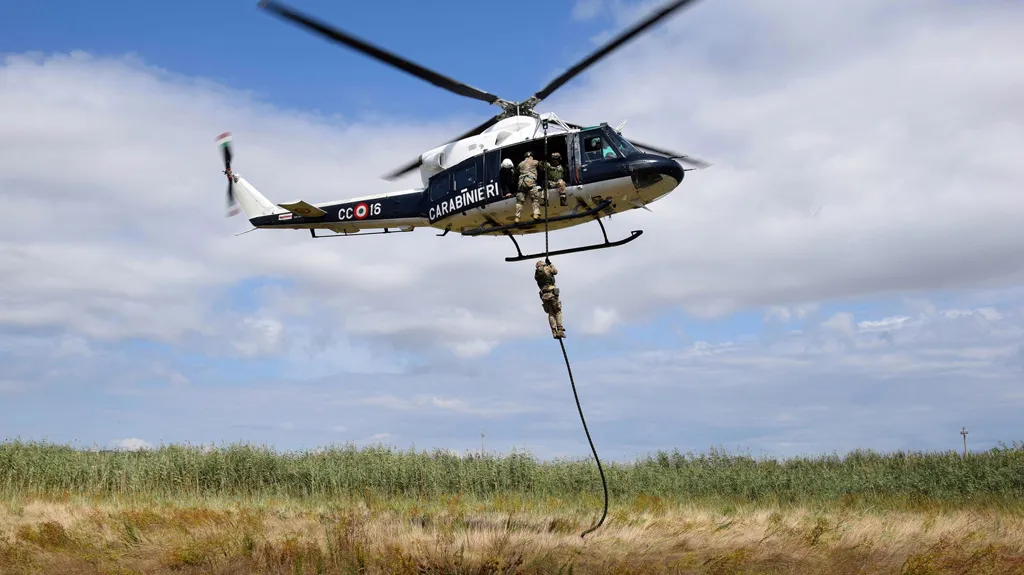
Durante discesa tramite Fast-Rope
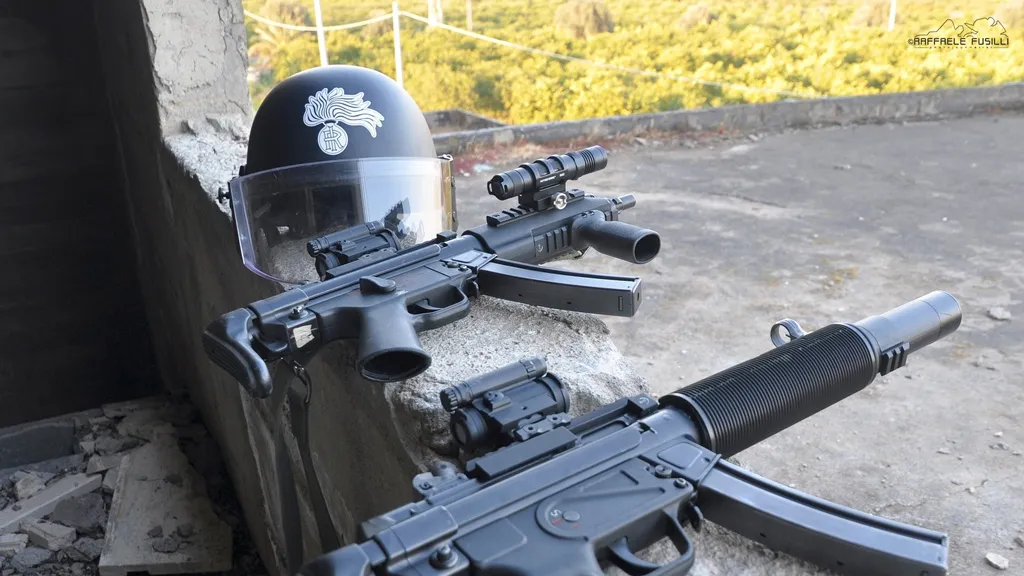
Pistola mitragliatrice HK MP5
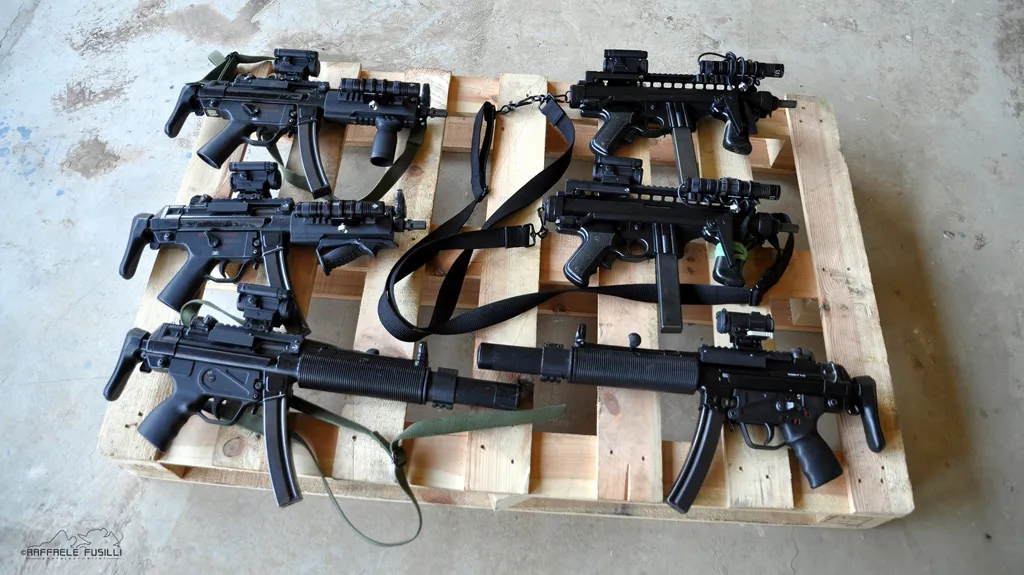
Modelli HK MP5 e Beretta PM 12 in dotazione allo Squadrone